# Metro (Wolphaertsbocht)
Metro was een bioscoop aan de Wolphaertsbocht in Rotterdam.
Op 3 november 1955 opende het Metro Theater aan de Wolphaertsbocht in Rotterdam-Zuid. Omdat het Harmonie Theater zo goed liep, besloot C. van 't Hoft nog een tweede bioscoop te openen, dit keer bestaande uit volledige nieuwbouw. Hoewel er tijdens het bombardement van 1940 veel bioscopen in het Rotterdamse centrum waren verwoest, waren er begin jaren '50 nog altijd nauwelijks nieuwe bioscopen gebouwd. De gedupeerde bioscoopeigenaren, zoals Maatschappij Tuschinski en het City concern, wilden voorkomen dat andere partijen nieuwe theaters bouwden voordat zij hun bioscopen hadden herbouwd. Maar Van 't Hoft wist met de steun van de Nederlandse Bioscoopbond toch door te zetten en presenteerde trots zijn nieuwe theater, met 823 zitplaatsen.
Zijn zoon C.C. van 't Hoft neemt de exploitatie over van zijn vader. In de loop van de jaren '60 loopt het bioscoopbezoek in Nederland terug, en vooral de kleinere buurttheaters krijgen het moeilijk. Van 't Hoft besluit het pand te verbouwen zodat er een tweede zaal in de bioscoop komt. Maar uiteindelijk kan dit de neergang niet stuiten. In 1985 sluit de bioscoop definitief.